# Jenaplanonderwijs
Jenaplanonderwijs is een vorm van vernieuwingsonderwijs (zgn. Reformpädagogik). In de praktijk zijn de meest opvallende kenmerken van het jenaplansysteem dat meerdere leerjaren gemengd worden in een stamgroep, waarbinnen vervolgens weer in de verwerking en registratie van de leerstof de verschillende leerjaren worden onderscheiden. Daarnaast is zelfstandigheid belangrijk in het jenaplanonderwijs, in combinatie met het werken in en presteren als groep. In het jenaplanonderwijs staan kringen, viering, werken en spelen centraal. De vier belangrijkste pijlers van het jenaplanonderwijs zijn: gesprek, spel, werk en viering.
Naar opgave van de Nederlandse Jenaplanvereniging (NJPV) waren er in Nederland 190 jenaplanbasisscholen en vijf middelbare jenaplanscholen, en in Vlaanderen acht basisscholen (anno 2024).

## Geschiedenis
Het jenaplansysteem is bedacht door pedagoog Peter Petersen (1884-1952), die op de universiteitsschool van de Duitse plaats Jena werkte. In 1927 presenteerde hij het onderwijssysteem als 'Menschenschule' op een onderwijsconferentie in Locarno. Het plan werd, in navolging van enkele andere onderwijsplannen, genoemd naar de woonplaats van de bedenker. Petersen hield deze naam aan en maakte een korte omschrijving. 
Het systeem werd in 1962 in Nederland geïntroduceerd door Suus Freudenthal-Lutter, die het in 1955 tegenkwam. Zij was daarvoor actief als bestuurslid van de Werkgemeenschap voor Vernieuwing van het Onderwijs. De internationale contacten van de Werkgemeenschap brachten haar in aanraking met onderwijsvernieuwers van heinde en verre. De eerste Nederlandse Jenaplanschool werd in 1962 in Utrecht geopend.

## In de praktijk
Kenmerkend voor het jenaplanonderwijs zijn vaak de projecten waaraan leerlingen moeten werken. In het rooster van jenaleerlingen worden projecturen, -dagen of -weken ingepland. Deze projecten lopen in groepsverband en geven de leerlingen vaak de mogelijkheid om hun creativiteit gestalte te geven. Samenwerking is hierbij wel belangrijk. Ook wordt er iedere week aan weektaken gewerkt, dit is bijvoorbeeld een opdracht rekenen of Nederlands.